# ذخیره‌گاه طبیعی داغستان
ذخیره‌گاه طبیعی داغستان (به انگلیسی: Dagestan Nature Reserve) یک ذخیره‌گاه  و پارک حیات وحش در شهرستان تاروموفسکی در ناحیه داغستان در کشور روسیه است.